# Campeonato Chileno de Futebol de 2020 – Terceira Divisão
A Terceira Divisão do Campeonato Chileno de Futebol de 2020 (oficialmente Campeonato de Segunda División 2020) é a 10ª edição da Segunda División, um campeonato de clubes equivalente à terceira divisão do futebol chileno.[carece de fontes?] A competição é organizada pela Associação Nacional de Futebol Profissional (ANFP), entidade esportiva independente e ligada à Federação de Futebol do Chile (FFCh), entidade máxima do futebol do Chile. A temporada é disputada por 12 clubes em fase única de pontos corridos em dois turnos. Começou em 16 de setembro de 2020 com a realização da primeira rodada e será concluída em janeiro de 2021 com a disputa da 22ª e última rodada. O campeão será promovido para a Primera B (segunda divisão) de 2021, segunda divisão chilena, e os dois piores pontuadores serão rebaixados para a Tercera División A de 2021, quarta divisão chilena.

## Regulamento

### Sistema de disputa
A Segunda División é disputada por 12 times em fase única. Os times se enfrentam em turno e returno (jogos de ida e volta) no sistema de pontos corridos (todos contra todos), num total de 22 jogos para cada um (11 no turno e 11 no returno). Ao final das 22 rodadas, o time com o maior número de pontos fica com o título da Segunda División de 2020 e com a vaga na Primera B de 2021. Por outro lado, os dois últimos colocados serão rebaixados para o futebol amador, mais especificamente, para a Tercera División A de 2021.

### Critérios de desempate
A regra de pontuação é simples: 3 pontos por vitória, 1 por empate e 0 por derrota. Em caso de empate por pontos entre dois ou mais clubes, os critérios de desempate serão aplicados na seguinte ordem:
1. Partida de desempate em campo neutro (aplicável apenas para definir o campeão do torneio ou os rebaixados);
2. Saldo de gols;
3. Vitórias;
4. Gols marcados;
5. Gols marcados como visitante;
6. Cartões vermelhos;
7. Cartões amarelos;
8. Sorteio.[1]

## Participantes

### Informações dos clubes
| Equipe              | Cidade                     | Região     | Estádio (mando)                  | Títulos (último)      |
| ------------------- | -------------------------- | ---------- | -------------------------------- | --------------------- |
| Colchagua           | San Fernando               | O'Higgins  | Municipal Jorge Silva Valenzuela | 0 (não possui)        |
| Deportes Colina     | Colina                     | Santiago   | Manuel Rojas del Río             | 0 (não possui)        |
| Deportes Concepción | Concepción                 | Bío-Bío    | Ester Roa Rebolledo              | 0 (não possui)        |
| Deportes Linares    | Linares                    | Maule      | Fiscal de Linares                | 0 (não possui)        |
| Deportes Recoleta   | Recoleta                   | Santiago   | Municipal de Recoleta            | 0 (não possui)        |
| Deportes Vallenar   | Vallenar                   | Atacama    | Municipal Nelson Rojas           | 1 (último em 2017–T)  |
| Fernández Vial      | Concepción                 | Bío-Bío    | Ester Roa Rebolledo              | 0 (não possui)        |
| General Velásquez   | San Vicente de Tagua Tagua | O'Higgins  | Augusto Rodríguez                | 0 (não possui)        |
| Iberia              | Los Ángeles                | Bío-Bío    | Municipal de Los Ángeles         | 3 (último em 2013–14) |
| Independiente       | Cauquenes                  | Maule      | Fiscal Manuel Moya Medel         | 0 (não possui)        |
| Lautaro             | Buin                       | Santiago   | Municipal San Bernardo           | 0 (não possui)        |
| San Antonio Unido   | San Antonio                | Valparaíso | Olegario Henríquez               | 0 (não possui)        |

| Fonte: ANFP (em castelhano) — Soccerway (em português) |

1. 1 2  Manda seus jogos no estádio El Teniente, em Rancagua.
2. 1 2  Manda seus jogos no estádio Bicentenario de La Florida, em La Florida.
3. 1 2  Manda seus jogos no estádio Fiscal de Talca, em Talca.
4. ↑  Manda seus jogos nos estádios Nicolás Chahuán, em La Calera, e Municipal de La Pintana, em La Pintana.
5. ↑  Manda seus jogos nos estádios La Portada, em La Serena, e Luis Valenzuela Hermosilla, em Copiapó.
6. ↑  Manda alguns jogos no estádio Municipal Germán Becker, em Temuco.
7. ↑  Manda alguns jogos nos estádios Elías Figueroa Brander, em Valparaíso, e Lucio Fariña Fernández, em Quillota.

## Classificação
| Pos | Equipe                     | Pts | J  | V  | E | D  | GP | GC | SG  | Classificação ou Rebaixamento              |
| --- | -------------------------- | --- | -- | -- | - | -- | -- | -- | --- | ------------------------------------------ |
| 1   | Lautaro de Buin            | 40  | 18 | 12 | 4 | 2  | 32 | 15 | +17 | Campeão. Promovido à segunda divisão       |
| 2   | Fernández Vial             | 38  | 18 | 12 | 2 | 4  | 32 | 16 | +16 |                                            |
| 3   | Deportes Recoleta          | 32  | 19 | 10 | 2 | 7  | 37 | 28 | +9  |                                            |
| 4   | General Velásquez          | 30  | 19 | 8  | 6 | 5  | 25 | 18 | +7  |                                            |
| 5   | Independiente de Cauquenes | 26  | 19 | 7  | 5 | 7  | 23 | 25 | −2  |                                            |
| 6   | Colchagua                  | 25  | 19 | 7  | 4 | 8  | 18 | 25 | −7  |                                            |
| 7   | Iberia                     | 23  | 19 | 6  | 5 | 8  | 22 | 21 | +1  |                                            |
| 8   | Deportes Colina            | 21  | 19 | 6  | 3 | 10 | 26 | 33 | −7  |                                            |
| 9   | Deportes Concepción        | 20  | 18 | 5  | 5 | 8  | 20 | 23 | −3  |                                            |
| 10  | San Antonio Unido          | 20  | 18 | 5  | 5 | 8  | 18 | 22 | −4  |                                            |
| 11  | Deportes Vallenar          | 19  | 19 | 4  | 7 | 8  | 14 | 25 | −11 | Zona de rebaixamento para a quarta divisão |
| 12  | Deportes Linares           | 16  | 19 | 4  | 4 | 11 | 17 | 33 | −16 | Zona de rebaixamento para a quarta divisão |

## Resultados
| Rodada 1          | Rodada 1 | Rodada 1                   | Rodada 1                   | Rodada 1               | Rodada 1 |
| Mandante          | Placar   | Visitante                  | Estádio                    | Data                   | Hora     |
| ----------------- | -------- | -------------------------- | -------------------------- | ---------------------- | -------- |
| Deportes Recoleta | 1 – 2    | San Antonio Unido          | Nicolás Chahuán            | 16 de setembro de 2020 | 12:00    |
| Fernández Vial    | 2 – 1    | Iberia                     | Ester Roa Rebolledo        | 16 de setembro de 2020 | 16:00    |
| Colchagua         | 1 – 2    | Deportes Concepción        | El Teniente                | 16 de setembro de 2020 | 17:00    |
| Deportes Colina   | 1 – 1    | Independiente de Cauquenes | Bicentenario de La Florida | 17 de setembro de 2020 | 12:00    |
| Deportes Vallenar | 0 – 0    | Lautaro de Buin            | La Portada                 | 17 de setembro de 2020 | 12:00    |
| Deportes Linares  | 1 – 1    | General Velásquez          | Fiscal de Talca            | 9 de dezembro de 2020  | 18:00    |

| Rodada 2                   | Rodada 2 | Rodada 2          | Rodada 2                   | Rodada 2               | Rodada 2 |
| Mandante                   | Placar   | Visitante         | Estádio                    | Data                   | Hora     |
| -------------------------- | -------- | ----------------- | -------------------------- | ---------------------- | -------- |
| Iberia                     | 0 – 2    | Deportes Recoleta | Germán Becker              | 23 de setembro de 2020 | 16:00    |
| Lautaro de Buin            | 2 – 1    | Fernández Vial    | Bicentenario de La Florida | 25 de setembro de 2020 | 12:00    |
| San Antonio Unido          | 1 – 1    | Deportes Colina   | Elías Figueroa Brander     | 25 de setembro de 2020 | 13:00    |
| Independiente de Cauquenes | 0 – 1    | Colchagua         | Fiscal de Talca            | 25 de setembro de 2020 | 15:00    |
| General Velásquez          | 0 – 0    | Deportes Vallenar | El Teniente                | 26 de setembro de 2020 | 12:00    |
| Deportes Concepción        | 0 – 1    | Deportes Linares  | Ester Roa Rebolledo        | 21 de outubro de 2020  | 15:30    |

| Rodada 3          | Rodada 3 | Rodada 3                   | Rodada 3                   | Rodada 3               | Rodada 3 |
| Mandante          | Placar   | Visitante                  | Estádio                    | Data                   | Hora     |
| ----------------- | -------- | -------------------------- | -------------------------- | ---------------------- | -------- |
| Deportes Recoleta | 0 – 3    | Lautaro de Buin            | Nicolás Chahuán            | 29 de setembro de 2020 | 12:00    |
| Iberia            | 0 – 0    | Independiente de Cauquenes | Germán Becker              | 29 de setembro de 2020 | 16:00    |
| Colchagua         | 1 – 0    | General Velásquez          | El Teniente                | 30 de setembro de 2020 | 11:00    |
| Deportes Colina   | 3 – 2    | Deportes Concepción        | Bicentenario de La Florida | 30 de setembro de 2020 | 12:00    |
| Deportes Vallenar | 1 – 0    | Deportes Linares           | La Portada                 | 30 de setembro de 2020 | 12:00    |
| Fernández Vial    | 1 – 0    | San Antonio Unido          | Ester Roa Rebolledo        | 30 de setembro de 2020 | 18:00    |

| Rodada 4                   | Rodada 4 | Rodada 4          | Rodada 4                   | Rodada 4             | Rodada 4 |
| Mandante                   | Placar   | Visitante         | Estádio                    | Data                 | Hora     |
| -------------------------- | -------- | ----------------- | -------------------------- | -------------------- | -------- |
| Independiente de Cauquenes | 1 – 4    | Deportes Recoleta | Fiscal de Talca            | 3 de outubro de 2020 | 16:00    |
| General Velásquez          | 1 – 1    | Deportes Colina   | El Teniente                | 4 de outubro de 2020 | 12:00    |
| Deportes Concepción        | 0 – 2    | Fernández Vial    | Ester Roa Rebolledo        | 4 de outubro de 2020 | 15:30    |
| Deportes Vallenar          | 0 – 0    | Colchagua         | La Portada                 | 5 de outubro de 2020 | 12:00    |
| Deportes Linares           | 1 – 2    | Iberia            | Fiscal de Talca            | 5 de outubro de 2020 | 17:00    |
| Lautaro de Buin            | 1 – 0    | San Antonio Unido | Bicentenario de La Florida | 6 de outubro de 2020 | 12:00    |

| Rodada 5                   | Rodada 5 | Rodada 5            | Rodada 5                   | Rodada 5              | Rodada 5 |
| Mandante                   | Placar   | Visitante           | Estádio                    | Data                  | Hora     |
| -------------------------- | -------- | ------------------- | -------------------------- | --------------------- | -------- |
| Fernández Vial             | 1 – 3    | General Velásquez   | Ester Roa Rebolledo        | 8 de outubro de 2020  | 12:00    |
| Deportes Colina            | 1 – 2    | Colchagua           | Bicentenario de La Florida | 9 de outubro de 2020  | 13:00    |
| Independiente de Cauquenes | 1 – 0    | Deportes Concepción | Fiscal de Talca            | 9 de outubro de 2020  | 15:00    |
| Deportes Recoleta          | 5 – 1    | Deportes Vallenar   | Municipal de La Pintana    | 10 de outubro de 2020 | 12:00    |
| Iberia                     | 1 – 2    | Lautaro de Buin     | Germán Becker              | 10 de outubro de 2020 | 16:00    |
| San Antonio Unido          | 3 – 0    | Deportes Linares    | Elías Figueroa Brander     | 11 de outubro de 2020 | 12:00    |

| Rodada 6            | Rodada 6 | Rodada 6                   | Rodada 6                   | Rodada 6              | Rodada 6 |
| Mandante            | Placar   | Visitante                  | Estádio                    | Data                  | Hora     |
| ------------------- | -------- | -------------------------- | -------------------------- | --------------------- | -------- |
| Lautaro de Buin     | 2 – 0    | Independiente de Cauquenes | Bicentenario de La Florida | 14 de outubro de 2020 | 12:00    |
| Deportes Concepción | 1 – 1    | Deportes Recoleta          | Ester Roa Rebolledo        | 14 de outubro de 2020 | 12:30    |
| Colchagua           | 1 – 0    | Iberia                     | El Teniente                | 14 de outubro de 2020 | 15:00    |
| General Velásquez   | 1 – 1    | San Antonio Unido          | El Teniente                | 15 de outubro de 2020 | 12:00    |
| Deportes Vallenar   | 2 – 1    | Fernández Vial             | La Portada                 | 15 de outubro de 2020 | 15:00    |
| Deportes Linares    | 0 – 1    | Deportes Colina            | Fiscal de Talca            | 15 de outubro de 2020 | 18:00    |

| Rodada 7                   | Rodada 7 | Rodada 7            | Rodada 7                   | Rodada 7              | Rodada 7 |
| Mandante                   | Placar   | Visitante           | Estádio                    | Data                  | Hora     |
| -------------------------- | -------- | ------------------- | -------------------------- | --------------------- | -------- |
| San Antonio Unido          | 0 – 0    | Deportes Vallenar   | Elías Figueroa Brander     | 27 de outubro de 2020 | 12:00    |
| Fernández Vial             | 0 – 2    | Colchagua           | Ester Roa Rebolledo        | 27 de outubro de 2020 | 12:00    |
| Deportes Recoleta          | 3 – 1    | General Velásquez   | Municipal de La Pintana    | 27 de outubro de 2020 | 12:00    |
| Iberia                     | 0 – 0    | Deportes Concepción | Germán Becker              | 27 de outubro de 2020 | 16:00    |
| Independiente de Cauquenes | 1 – 1    | Deportes Linares    | Fiscal de Talca            | 27 de outubro de 2020 | 18:00    |
| Deportes Colina            | 2 – 4    | Lautaro de Buin     | Bicentenario de La Florida | 28 de outubro de 2020 | 12:00    |

| Rodada 8          | Rodada 8 | Rodada 8                   | Rodada 8                   | Rodada 8              | Rodada 8 |
| Mandante          | Placar   | Visitante                  | Estádio                    | Data                  | Hora     |
| ----------------- | -------- | -------------------------- | -------------------------- | --------------------- | -------- |
| General Velásquez | 2 – 1    | Independiente de Cauquenes | El Teniente                | 31 de outubro de 2020 | 12:00    |
| Lautaro de Buin   | 2 – 1    | Deportes Concepción        | Bicentenario de La Florida | 1 de novembro de 2020 | 12:00    |
| Deportes Linares  | 1 – 5    | Fernández Vial             | Fiscal de Talca            | 1 de novembro de 2020 | 12:00    |
| Colchagua         | 1 – 2    | Deportes Recoleta          | El Teniente                | 1 de novembro de 2020 | 12:00    |
| San Antonio Unido | 1 – 6    | Iberia                     | Lucio Fariña Fernández     | 1 de novembro de 2020 | 12:00    |
| Deportes Vallenar | 3 – 2    | Deportes Colina            | La Portada                 | 2 de novembro de 2020 | 12:00    |

| Rodada 9                   | Rodada 9 | Rodada 9          | Rodada 9                   | Rodada 9              | Rodada 9 |
| Mandante                   | Placar   | Visitante         | Estádio                    | Data                  | Hora     |
| -------------------------- | -------- | ----------------- | -------------------------- | --------------------- | -------- |
| Colchagua                  | 0 – 2    | Lautaro de Buin   | El Teniente                | 5 de novembro de 2020 | 12:00    |
| Deportes Concepción        | 1 – 1    | General Velásquez | Ester Roa Rebolledo        | 5 de novembro de 2020 | 13:00    |
| Deportes Recoleta          | 1 – 0    | Deportes Linares  | Municipal de La Pintana    | 5 de novembro de 2020 | 17:00    |
| Independiente de Cauquenes | 2 – 1    | San Antonio Unido | Fiscal de Talca            | 5 de novembro de 2020 | 18:00    |
| Iberia                     | 1 – 2    | Deportes Vallenar | Germán Becker              | 6 de novembro de 2020 | 12:00    |
| Deportes Colina            | 0 – 3    | Fernández Vial    | Bicentenario de La Florida | 6 de novembro de 2020 | 12:00    |

| Rodada 10         | Rodada 10 | Rodada 10                  | Rodada 10                  | Rodada 10              | Rodada 10 |
| Mandante          | Placar    | Visitante                  | Estádio                    | Data                   | Hora      |
| ----------------- | --------- | -------------------------- | -------------------------- | ---------------------- | --------- |
| Deportes Colina   | 3 – 4     | Deportes Recoleta          | Bicentenario de La Florida | 10 de novembro de 2020 | 12:00     |
| San Antonio Unido | 2 – 1     | Colchagua                  | Lucio Fariña Fernández     | 10 de novembro de 2020 | 18:00     |
| Deportes Vallenar | 0 – 0     | Deportes Concepción        | La Portada                 | 11 de novembro de 2020 | 12:00     |
| General Velásquez | 0 – 2     | Iberia                     | El Teniente                | 11 de novembro de 2020 | 12:00     |
| Fernández Vial    | 3 – 1     | Independiente de Cauquenes | Ester Roa Rebolledo        | 24 de novembro de 2020 | 10:30     |
| Deportes Linares  | 1 – 2     | Lautaro de Buin            | Fiscal de Talca            | 16 de dezembro de 2020 | 18:00     |

| Rodada 11                  | Rodada 11 | Rodada 11         | Rodada 11                  | Rodada 11              | Rodada 11 |
| Mandante                   | Placar    | Visitante         | Estádio                    | Data                   | Hora      |
| -------------------------- | --------- | ----------------- | -------------------------- | ---------------------- | --------- |
| Deportes Recoleta          | 2 – 2     | Fernández Vial    | Municipal de La Pintana    | 15 de novembro de 2020 | 11:00     |
| Lautaro de Buin            | 1 – 1     | General Velásquez | Bicentenario de La Florida | 15 de novembro de 2020 | 16:00     |
| Independiente de Cauquenes | 2 – 1     | Deportes Vallenar | Fiscal de Talca            | 15 de novembro de 2020 | 18:00     |
| Deportes Concepción        | 0 – 0     | San Antonio Unido | Ester Roa Rebolledo        | 16 de novembro de 2020 | 16:00     |
| Iberia                     | 0 – 2     | Deportes Colina   | Germán Becker              | 18 de novembro de 2020 | 17:00     |
| Colchagua                  | 0 – 3     | Deportes Linares  | El Teniente                | 23 de dezembro de 2020 | 18:00     |

| Rodada 12         | Rodada 12 | Rodada 12                  | Rodada 12               | Rodada 12             | Rodada 12 |
| Mandante          | Placar    | Visitante                  | Estádio                 | Data                  | Hora      |
| ----------------- | --------- | -------------------------- | ----------------------- | --------------------- | --------- |
| Deportes Recoleta | 1 – 3     | Deportes Colina            | Municipal de La Pintana | 1 de dezembro de 2020 | 10:00     |
| General Velásquez | 1 – 2     | Colchagua                  | El Teniente             | 1 de dezembro de 2020 | 10:00     |
| San Antonio Unido | 3 – 0     | Independiente de Cauquenes | Lucio Fariña Fernández  | 1 de dezembro de 2020 | 18:00     |
| Fernández Vial    | 3 – 1     | Lautaro de Buin            | Ester Roa Rebolledo     | 2 de dezembro de 2020 | 10:00     |
| Deportes Vallenar | 1 – 1     | Iberia                     | La Portada              | 2 de dezembro de 2020 | 10:00     |
| Deportes Linares  | 1 – 4     | Deportes Concepción        | Fiscal de Talca         | 2 de dezembro de 2020 | 18:00     |

| Rodada 13           | Rodada 13 | Rodada 13                  | Rodada 13                  | Rodada 13             | Rodada 13 |
| Mandante            | Placar    | Visitante                  | Estádio                    | Data                  | Hora      |
| ------------------- | --------- | -------------------------- | -------------------------- | --------------------- | --------- |
| Deportes Colina     | 0 – 1     | General Velásquez          | Bicentenario de La Florida | 5 de dezembro de 2020 | 18:00     |
| Deportes Linares    | 1 – 0     | Deportes Vallenar          | Fiscal de Talca            | 6 de dezembro de 2020 | 10:00     |
| Deportes Concepción | 1 – 4     | Independiente de Cauquenes | Ester Roa Rebolledo        | 6 de dezembro de 2020 | 17:00     |
| Colchagua           | 0 – 2     | San Antonio Unido          | El Teniente                | 6 de dezembro de 2020 | 18:00     |
| Lautaro de Buin     | 1 – 0     | Deportes Recoleta          | Bicentenario de La Florida | 7 de dezembro de 2020 | 10:00     |
| Iberia              | 0 – 3     | Fernández Vial             | Municipal de Los Ángeles   | 8 de dezembro de 2020 | 10:00     |

| Rodada 14                  | Rodada 14 | Rodada 14           | Rodada 14                  | Rodada 14              | Rodada 14 |
| Mandante                   | Placar    | Visitante           | Estádio                    | Data                   | Hora      |
| -------------------------- | --------- | ------------------- | -------------------------- | ---------------------- | --------- |
| Lautaro de Buin            | 3 – 0     | Deportes Colina     | Bicentenario de La Florida | 12 de dezembro de 2020 | 10:00     |
| General Velásquez          | 2 – 1     | Deportes Concepción | El Teniente                | 13 de dezembro de 2020 | 10:00     |
| Independiente de Cauquenes | 1 – 1     | Iberia              | Fiscal de Talca            | 13 de dezembro de 2020 | 18:00     |
| Deportes Recoleta          | 4 – 0     | Colchagua           | Municipal de La Pintana    | 13 de dezembro de 2020 | 18:00     |
| Fernández Vial             | 0 – 0     | Deportes Linares    | Ester Roa Rebolledo        | 13 de dezembro de 2020 | 18:00     |
| Deportes Vallenar          | 1 – 1     | San Antonio Unido   | Luis Valenzuela Hermosilla | 13 de janeiro de 2021  | 18:00     |

| Rodada 15           | Rodada 15 | Rodada 15                  | Rodada 15                | Rodada 15              | Rodada 15 |
| Mandante            | Placar    | Visitante                  | Estádio                  | Data                   | Hora      |
| ------------------- | --------- | -------------------------- | ------------------------ | ---------------------- | --------- |
| Colchagua           | 2 – 2     | Independiente de Cauquenes | El Teniente              | 18 de dezembro de 2020 | 18:00     |
| Deportes Concepción | 3 – 1     | Deportes Colina            | Ester Roa Rebolledo      | 20 de dezembro de 2020 | 17:00     |
| Deportes Linares    | 1 – 3     | Deportes Recoleta          | Fiscal de Talca          | 20 de dezembro de 2020 | 18:00     |
| Iberia              | 0 – 1     | General Velásquez          | Municipal de Los Ángeles | 20 de dezembro de 2020 | 18:00     |
| Fernández Vial      | 1 – 0     | Deportes Vallenar          | Ester Roa Rebolledo      | 22 de dezembro de 2020 | 17:00     |
| San Antonio Unido   | –         | Lautaro de Buin            | Lucio Fariña Fernández   | 27 de janeiro de 2021  | 18:00     |

| Rodada 16                  | Rodada 16 | Rodada 16         | Rodada 16                  | Rodada 16              | Rodada 16 |
| Mandante                   | Placar    | Visitante         | Estádio                    | Data                   | Hora      |
| -------------------------- | --------- | ----------------- | -------------------------- | ---------------------- | --------- |
| Independiente de Cauquenes | 0 – 1     | Fernández Vial    | Fiscal de Talca            | 27 de dezembro de 2020 | 18:00     |
| Lautaro de Buin            | 3 – 1     | Deportes Vallenar | Bicentenario de La Florida | 28 de dezembro de 2020 | 10:00     |
| Deportes Recoleta          | 0 – 3     | Iberia            | Municipal de La Pintana    | 28 de dezembro de 2020 | 18:00     |
| Deportes Concepción        | 2 – 1     | Colchagua         | Ester Roa Rebolledo        | 29 de dezembro de 2020 | 17:00     |
| Deportes Colina            | 2 – 1     | San Antonio Unido | Bicentenario de La Florida | 30 de dezembro de 2020 | 18:00     |
| General Velásquez          | 6 – 0     | Deportes Linares  | El Teniente                | 30 de dezembro de 2020 | 18:00     |

| Rodada 17                  | Rodada 17 | Rodada 17           | Rodada 17                  | Rodada 17            | Rodada 17 |
| Mandante                   | Placar    | Visitante           | Estádio                    | Data                 | Hora      |
| -------------------------- | --------- | ------------------- | -------------------------- | -------------------- | --------- |
| Fernández Vial             | 2 – 1     | Deportes Recoleta   | Ester Roa Rebolledo        | 4 de janeiro de 2021 | 17:00     |
| Iberia                     | 1 – 0     | Deportes Linares    | Municipal de Los Ángeles   | 5 de janeiro de 2021 | 18:00     |
| Colchagua                  | 1 – 0     | Deportes Colina     | El Teniente                | 5 de janeiro de 2021 | 18:00     |
| San Antonio Unido          | 0 – 1     | Deportes Concepción | Lucio Fariña Fernández     | 5 de janeiro de 2021 | 18:00     |
| Independiente de Cauquenes | 1 – 0     | Lautaro de Buin     | Fiscal de Talca            | 5 de janeiro de 2021 | 18:00     |
| Deportes Vallenar          | 1 – 2     | General Velásquez   | Luis Valenzuela Hermosilla | 6 de janeiro de 2021 | 18:00     |

| Rodada 18           | Rodada 18 | Rodada 18                  | Rodada 18                  | Rodada 18             | Rodada 18 |
| Mandante            | Placar    | Visitante                  | Estádio                    | Data                  | Hora      |
| ------------------- | --------- | -------------------------- | -------------------------- | --------------------- | --------- |
| Deportes Colina     | 2 – 0     | Deportes Vallenar          | Bicentenario de La Florida | 9 de janeiro de 2021  | 10:00     |
| Deportes Linares    | 3 – 0     | San Antonio Unido          | Fiscal de Talca            | 9 de janeiro de 2021  | 18:00     |
| Deportes Concepción | 1 – 2     | Iberia                     | Ester Roa Rebolledo        | 10 de janeiro de 2021 | 17:00     |
| Deportes Recoleta   | 0 – 3     | Independiente de Cauquenes | Municipal de La Pintana    | 10 de janeiro de 2021 | 18:00     |
| General Velásquez   | 0 – 1     | Fernández Vial             | El Teniente                | 10 de janeiro de 2021 | 18:00     |
| Lautaro de Buin     | 1 – 1     | Colchagua                  | Bicentenario de La Florida | 10 de janeiro de 2021 | 20:00     |

| Rodada 19                  | Rodada 19 | Rodada 19           | Rodada 19                  | Rodada 19             | Rodada 19 |
| Mandante                   | Placar    | Visitante           | Estádio                    | Data                  | Hora      |
| -------------------------- | --------- | ------------------- | -------------------------- | --------------------- | --------- |
| Iberia                     | 1 – 1     | Colchagua           | Municipal de Los Ángeles   | 15 de janeiro de 2021 | 18:00     |
| Independiente de Cauquenes | 2 – 0     | Deportes Colina     | Fiscal de Talca            | 15 de janeiro de 2021 | 19:00     |
| Lautaro de Buin            | 2 – 2     | Deportes Linares    | Bicentenario de La Florida | 16 de janeiro de 2021 | 18:00     |
| Deportes Vallenar          | 0 – 3     | Deportes Recoleta   | Luis Valenzuela Hermosilla | 17 de janeiro de 2021 | 18:00     |
| San Antonio Unido          | 0 – 1     | General Velásquez   | Lucio Fariña Fernández     | 17 de janeiro de 2021 | 18:00     |
| Fernández Vial             | –         | Deportes Concepción | Ester Roa Rebolledo        | 30 de janeiro de 2021 | 17:00     |

| Rodada 20           | Rodada 20 | Rodada 20                  | Rodada 20                  | Rodada 20              | Rodada 20 |
| Mandante            | Placar    | Visitante                  | Estádio                    | Data                   | Hora      |
| ------------------- | --------- | -------------------------- | -------------------------- | ---------------------- | --------- |
| San Antonio Unido   | –         | Fernández Vial             | Lucio Fariña Fernández     | 20 de janeiro de 2021  | 18:00     |
| Deportes Linares    | –         | Independiente de Cauquenes | Fiscal de Talca            | 20 de janeiro de 2021  | 18:00     |
| General Velásquez   | –         | Deportes Recoleta          | El Teniente                | 21 de janeiro de 2021  | 18:00     |
| Deportes Colina     | –         | Iberia                     | Bicentenario de La Florida | 22 de janeiro de 2021  | 10:00     |
| Colchagua           | –         | Deportes Vallenar          | El Teniente                | 22 de janeiro de 2021  | 18:00     |
| Deportes Concepción | –         | Lautaro de Buin            | Ester Roa Rebolledo        | 2 de fevereiro de 2021 | 18:00     |

| Rodada 21         | Rodada 21 | Rodada 21                  | Rodada 21                  | Rodada 21 | Rodada 21 |
| Mandante          | Placar    | Visitante                  | Estádio                    | Data      | Hora      |
| ----------------- | --------- | -------------------------- | -------------------------- | --------- | --------- |
| General Velásquez | –         | Lautaro de Buin            | El Teniente                |           |           |
| Iberia            | –         | San Antonio Unido          | Municipal de Los Ángeles   |           |           |
| Fernández Vial    | –         | Deportes Colina            | Ester Roa Rebolledo        |           |           |
| Deportes Linares  | –         | Colchagua                  | Fiscal de Talca            |           |           |
| Deportes Vallenar | –         | Independiente de Cauquenes | Luis Valenzuela Hermosilla |           |           |
| Deportes Recoleta | –         | Deportes Concepción        | Municipal de La Pintana    |           |           |

| Rodada 22                  | Rodada 22 | Rodada 22         | Rodada 22                  | Rodada 22 | Rodada 22 |
| Mandante                   | Placar    | Visitante         | Estádio                    | Data      | Hora      |
| -------------------------- | --------- | ----------------- | -------------------------- | --------- | --------- |
| San Antonio Unido          | –         | Deportes Recoleta | Lucio Fariña Fernández     |           |           |
| Independiente de Cauquenes | –         | General Velásquez | Fiscal de Talca            |           |           |
| Lautaro de Buin            | –         | Iberia            | Bicentenario de La Florida |           |           |
| Deportes Colina            | –         | Deportes Linares  | Bicentenario de La Florida |           |           |
| Deportes Concepción        | –         | Deportes Vallenar | Ester Roa Rebolledo        |           |           |
| Colchagua                  | –         | Fernández Vial    | El Teniente                |           |           |

| Fonte: ANFP (em castelhano) — Soccerway (em português) |

## Premiação
| Campeonato Chileno de Futebol de 2020 Segunda División de 2020 | Campeonato Chileno de Futebol de 2020 Segunda División de 2020 |
| -------------------------------------------------------------- | -------------------------------------------------------------- |
| Em disputa Campeão (?º título)                                 |                                                                |